# Tell (arheologie)

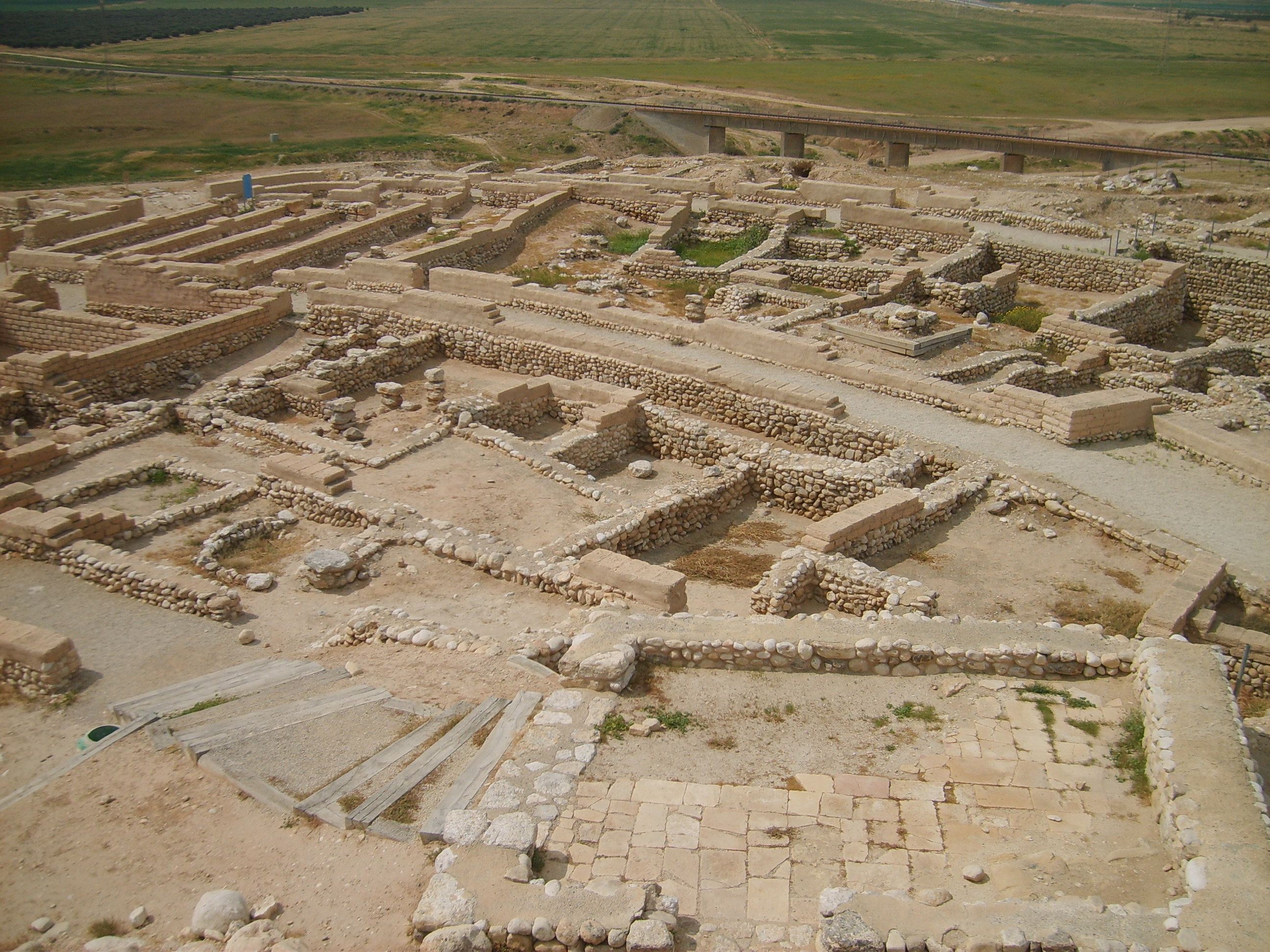
Tel Be'er Sheva, Israel

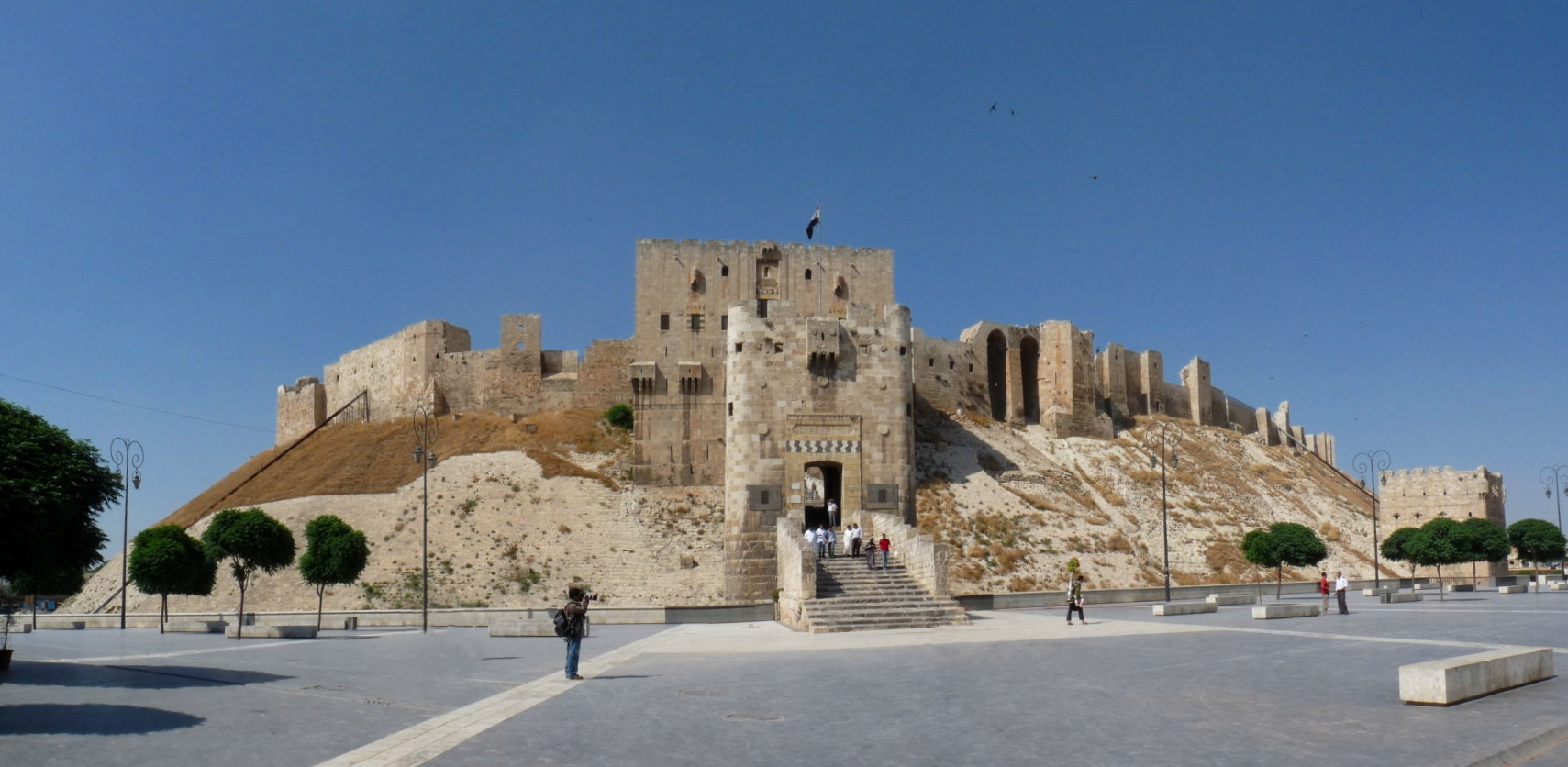
Vedere a Cetății din Alep (nordul Siriei), construită pe un tell ocupat cu aproape trei milenii, înaintea lui Hristos

Un tell (din ebraică תֵּל, arabă تلّ)) este o colină artificială (o fostă așezare omenească) abandonată timp de mai multe secole. Un tell are deobicei forma bazei unui con, plat la vârf. Termenul este folosit în special pentru așezările din Orientul Mijlociu, unde, de multe ori, face parte din numele unei localități.

## Arheologie

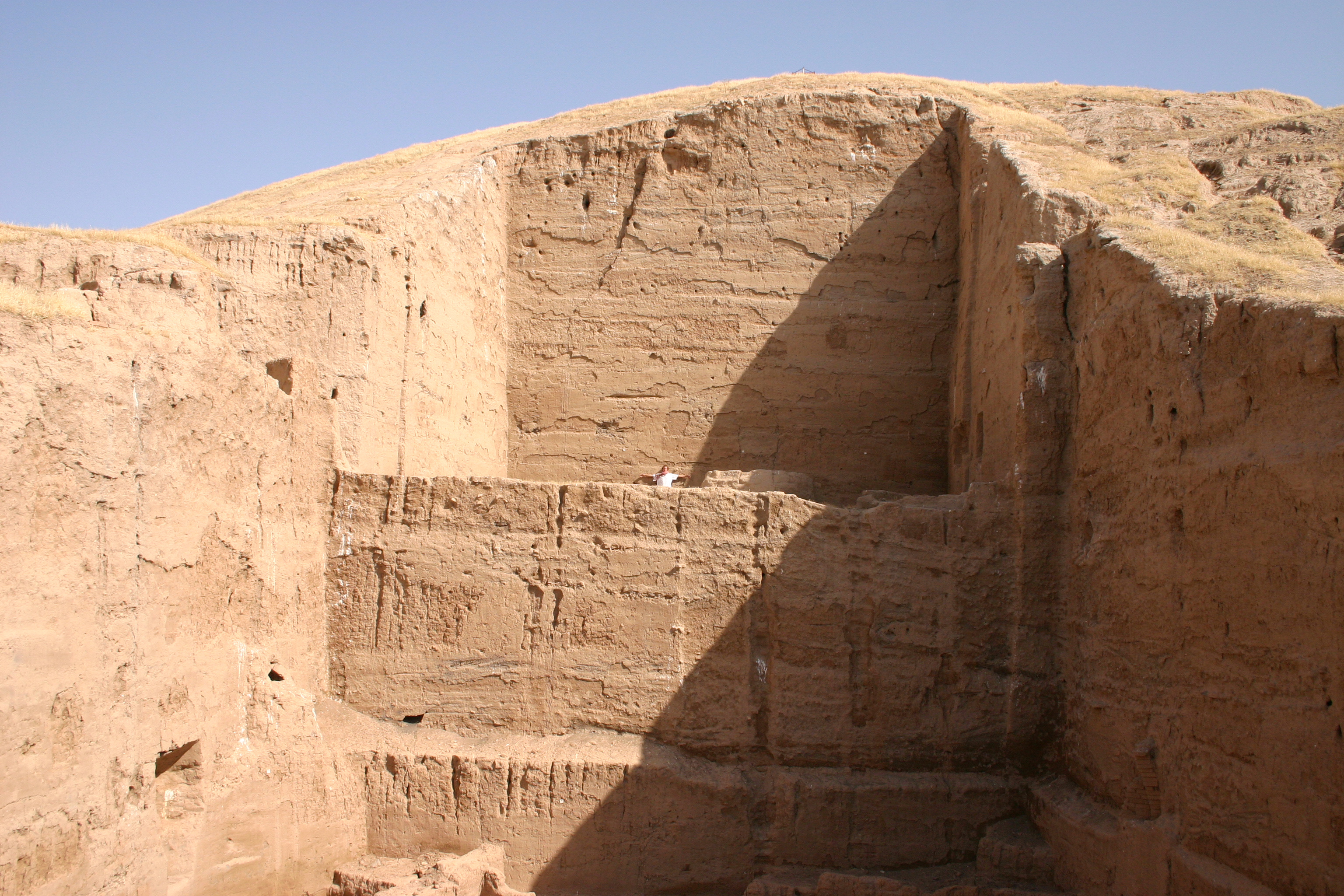
Vedere a unei zone de excavație la Tell Barri (nord-estul Siriei). A se urmări persoana care stă în mijloc, pentru scală.

Un tell reprezintă o colină artificială creată de mai multe generații de oameni care au trăit și au reconstruit în același loc. De-a lungul timpului, nivelul a crescut, formând o movilă Cea mai mare contribuție la masa unui tell este reprezentată de cărămizile din chirpici, care se dezintegrează rapid. Excavările unui tell pot dezvălui structuri îngropate cum ar fi clădiri guvernamentale sau militare, altare religioase și locuințe, localizate la diferite adâncimi, în funcție de data folosirii. De multe ori, acestea se suprapun orizontal, vertical sau combinat. Arheologii excavează telluri pentru a interpreta arhitectura, scopul și perioadele de folosire. Cum excavarea unui tell este un proces distructiv, fizicienii și geofizicienii au dezvoltat metode non-distructive pentru cartografierea locațiilor tellurilor.